# Curriculum vitae

Curriculum vitae este o expresie latină care se traduce prin „Istoricul vieții”. Forma abreviată CV a început să fie folosită din secolul XX.
În general, Curriculum vitae are un format standard, care sintetizează informații cu privire la: datele personale, postul vizat, experiența profesională, educație și formare profesională (începând cu ultima formă de învățământ absolvită), informații ce țin de aptitudini native sau dobândite (în afară de cele profesionale).

## Reglementări
Pentru o mai bună receptare a datelor de către angajator, în Europa s-a convenit o standardizare a formatului de CV (formatul Europass), pentru a avea același format (și conținut) indiferent de limba în care este scris. 
În anul 2014, autoritățile din Regatul Unit au lansat o campanie în care își atenționează studenții că riscă 10 ani de închisoare pentru cosmetizarea CV-ului.
Astfel, un absolvent a primit un an de închisoare pentru că a trecut în CV un master pentru a obține un post de profesor suplinitor, însă s-a dovedit ulterior că-și cumpărase diplome de pe internet.
De asemenea, o absolventă a fost condamnată la șase luni de închisoare pentru că a trecut în CV referințe false și note mai mari la testele finale de liceu (A-levels).
În unele țări, CV-ul trebuie neapărat să includă o fotografie a candidatului. Conform cerințelor, fotografia trebuie făcută într-o ținută formală (în dependență de postul pentru care se aplică), trebuie să aibă fundalul uniform și întreaga față să fie vizibilă.